# Al Michaels
Alan Richard Michaels (sinh ngày 12 tháng 11 năm 1944) là một người Mỹ làm việc trong lĩnh vực truyền hình thể thao. Hiện tại, ông đang là "bình luận viên thể thao" trực tiếp thông báo các trận đấu trong chương trình Thursday Night Football trên Prime Video. Ông cũng có vai trò danh dự tại NBC Sports. Ông đã làm việc trong ngành truyền hình thể thao mạng từ năm 1971. Công việc gần đây nhất của ông là tại NBC Sports sau hơn ba thập kỷ (1976–2006) tại ABC Sports.
Alan Michaels nổi tiếng với việc lâu dài giọng bình luận trực tiếp các trận đấu NFL, trong đó có việc thông báo trận đấu trong chương trình ABC Monday Night Football từ năm 1986 đến 2005 và NBC Sunday Night Football từ năm 2006 đến 2021. Ông cũng được biết đến với những lần tạo ra những câu nói nổi tiếng trong các môn thể thao khác như việc gọi tên Kỳ diệu trên băng tại Thế vận hội Mùa đông 1980 và việc tạo ra những lời gọi đặc biệt trong các trận đấu thể thao khác, bao gồm trận đấu bóng chày World Series 1989 bị gián đoạn bởi trận động đất Loma Prieta 1989.

## Tuổi thơ và học vấn ban đầu
Alan Richard Michaels được sinh ra trong một gia đình Do Thái tại Brooklyn, New York, và là con của Jay Leonard Michaels và Lila Roginsky/Ross. Michaels lớn lên ở Brooklyn và có tình yêu với đội bóng Dodgers. Năm 1958, gia đình của Michaels chuyển đến Los Angeles, cùng năm mà đội bóng Dodgers rời Brooklyn. Ông tốt nghiệp trường trung học Alexander Hamilton vào năm 1962. Tiếp đó, ông theo học ngành truyền thông tại Đại học Arizona State, và được dạy một cách sơ khai về báo chí. Ông từng làm việc như một nhà viết báo thể thao cho tờ báo của Đại học Arizona State, The State Press, và đã thông báo các trận đấu bóng đá, bóng rổ và bóng chày của đội Sun Devils trên đài phát thanh của trường. Ngoài ra, ông cũng là thành viên của hội Sigma Nu.

### Sự nghiệp ban đầu
Khi còn trẻ, Michaels bắt đầu công việc truyền hình tại Chuck Barris Productions, nơi ông chọn phụ nữ tham gia chương trình hẹn hò The Dating Game. Năm 1967, ông có cơ hội làm công việc thể thao lần đầu khi được thuê làm công việc quảng cáo cho đội bóng Los Angeles Lakers và đồng thời trở thành một "Nhận xét viên màu sắc" trong những trận đấu của đội trên sóng phát thanh, cùng với nhà phát thanh nổi tiếng Chick Hearn. Nhưng không lâu sau, ông bị sa thải sau khi chỉ tham gia bốn trận đấu do Chick Hearn không thích làm việc cùng người trẻ.
Sau đó vào năm 1968, ông tiếp tục sự nghiệp truyền hình sau khi chuyển đến Honolulu. Tại đây, ông làm người dẫn chương trình thể thao cho KHVH-TV (nay là KITV) và thông báo trận đấu theo thời gian thực cho đội bóng chày Hawaii Islanders trong liên đoàn bóng chày Pacific Coast League, cùng với các trận đấu bóng đá và bóng rổ của Đại học Hawaii và cả trận đấu bóng đá tại các trường trung học địa phương. Ông được vinh danh là "Nhà phát thanh viên thể thao xuất sắc của Hawaii" vào năm 1969. Năm 1970, ông còn tham gia đóng vai luật sư Dave Bronstein trong một tập của chương trình Hawaii Five-O. Trong mùa 1971, Michaels chuyển đến Cincinnati, nơi ông trở thành người thông báo trận đấu theo thời gian thực trên sóng phát thanh cho đội bóng bầu dục Cincinnati Reds của Major League Baseball. Năm 1972, ông tham gia tường thuật các trận đấu trong Vòng chung kết Hạng Nghị viện Quốc gia và World Series cho NBC Sports. Ông cũng là người thông báo trận đấu theo thời gian thực cho môn bóng băng tại Thế vận hội Mùa đông 1972 tại Sapporo, Nhật Bản.
Năm 1973, khi đang làm phát thanh viên cho NBC, Bill Enis qua đời vì cơn đau tim ở tuổi 39, chỉ còn hai ngày nữa là ông sẽ phải thông báo trận đấu cuối mùa NFL giữa đội Houston Oilers và Cincinnati Bengals. Vào thời điểm đó, Al Michaels được mời vào thay thế và làm việc cùng với Dave Kocourek trong buồng phát thanh.
Năm 1974, ông rời đội Reds và chuyển đến làm việc với đội San Francisco Giants ở vị trí tương tự. Ông cũng tham gia tường thuật bóng rổ cho đội UCLA, thay thế cho Dick Enberg trong các trận đấu tại sân nhà của đội. Đúng lúc này, UCLA đang có chuỗi 88 trận thắng liên tiếp. Trong năm 1975, ông rời khỏi NBC và chuyển sang thông báo các trận đấu NFL khu vực cho CBS Sports. Năm 1976, ông gia nhập ABC Sports để tường thuật các trận đấu dự bị của chương trình Monday Night Baseball. Trong năm đó, ông đã tường thuật hai trận đấu no-hitter (khi không có người chơi đối phương đánh được bóng) bởi John Candelaria của Pirates trước đội Los Angeles vào ngày 9 tháng 8 (cho ABC) và John Montefusco của Giants trước đội Atlanta vào ngày 29 tháng 9 năm 1976 (trên Mạng phát thanh Giants).

## ABC Sports (1977–2006)
Vào tháng 1 năm 1977, Al Michaels gia nhập ABC Sports làm việc toàn thời gian. Năm 1983, ông trở thành người thông báo chính trong các trận bóng chày cho ABC, thay thế Keith Jackson. Trước đó, Michaels và Jackson thường phiên nhau phát thanh trận đấu trong chương trình phủ sóng World Series của ABC, bắt đầu từ năm 1979. Trong đó, Michaels được giao phát thanh các trận đấu tại sân của National League, còn Jackson phát thanh các trận đấu tại sân của American League.
Trong ba thập kỷ tiếp theo, Michaels đã tường thuật rất nhiều môn thể thao khác nhau cho ABC. Các môn này bao gồm bóng chày Major League, bóng bầu dục đại học (làm việc cùng các người như Frank Broyles, Lee Grosscup, và Ara Parseghian từ năm 1977 đến 1985, sau đó là cùng các đồng nghiệp trong chương trình Monday Night Football như Frank Gifford và Dan Dierdorf cho trận đấu Sugar Bowl từ năm 1989 đến 1992), bóng rổ đại học (thường làm việc cùng Joe B. Hall từ 1987 đến 1989), đua xe Indianapolis 500, bóng đá băng, các sự kiện điền kinh, đua ngựa (bao gồm các giải đua nổi tiếng như Kentucky Derby, Preakness Stakes, và Belmont Stakes từ năm 1986 đến 2000), đánh golf PGA Tour, quyền anh (như trận đấu Hagler vs. Hearns năm 1985), đánh ván trượt băng, đua xe đạp đường trường (đặc biệt, Michaels đã bình luận cho các sự kiện đua xe tại Thế vận hội Mùa hè 1984 cùng với Greg LeMond và Eric Heiden), và nhiều sự kiện của Thế vận hội cũng như các kỳ tuyển chọn Olympic.
Các sự kiện nổi bật khác mà Michaels đã bình luận cho ABC bao gồm việc làm người dẫn chương trình tại studio cho Chung kết Stanley Cup từ năm 2000 đến 2002. Hơn nữa, ông cũng là người dẫn chương trình cho các chương trình đặc biệt hàng năm về Tiger Woods vào các đêm thứ Hai trong tháng 7 hoặc tháng 8.
Những tập phát sóng của chương trình Thế giới rộng lớn của thể thao có sự tham gia của Al Michaels ở những năm đầu làm việc tại ABC đã xuất hiện ít nhất hai lần trên chương trình hài Cheap Seats của kênh ESPN Classic.

### Phép màu trên băng
Hai tường thuật nổi tiếng hơn của Al Michaels là trận đấu bóng băng ở vòng chung kết giải Mùa đông 1980 giữa Hoa Kỳ và Liên Xô, và trận đấu thứ ba trong kì World Series 1989.
Năm 1980, một nhóm người chơi bóng băng từ đại học Hoa Kỳ không được kỳ vọng đã giành huy chương vàng tại Thế vận hội Mùa đông. Trận đấu vòng chung kết diễn ra vào ngày 22 tháng 2 - mặc dù ngược lại với quan niệm thông thường, trận đấu này chưa đảm bảo cho đội tuyển Hoa Kỳ giành huy chương vàng - thu hút sự quan tâm đặc biệt khi đối thủ của họ là đội Liên Xô, một đội chuyên nghiệp có lợi thế mạnh mẽ, và trận đấu được tổ chức trước một khán đài đầy hào hứng ủng hộ Hoa Kỳ tại Lake Placid, New York. Phần tường thuật đáng nhớ của Al Michaels trong trận đấu này, bao gồm câu hỏi nức nở của ông - "Bạn tin vào phép màu không? Đúng vậy!" - khi thời gian trận đấu kết thúc với chiến thắng 4–3 của Hoa Kỳ, đã giúp trận đấu này được gọi là Phép màu trên băng trong truyền thông.
Hầu hết mọi người nghĩ rằng trận đấu được truyền hình trực tiếp (thậm chí, kênh CTV ở Canada, có quyền phát sóng, cũng đã phát trực tiếp); nhưng thực tế, trận đấu bắt đầu lúc 5:05 chiều theo giờ Đông Bắc Hoa Kỳ (Eastern Standard Time), và ABC quyết định không bỏ lỡ tin tức địa phương và mạng (ở Đông Bắc Hoa Kỳ) để phát trực tiếp trận đấu. Thay vào đó, hầu hết nội dung của trận đấu - bao gồm cả hiệp ba - được phát trong khung giờ truyền hình thường từ 8:30 đến 11 giờ tối theo giờ Đông (và trễ 6,5 giờ trên bờ Tây từ 8:30 đến 11 giờ tối theo giờ Thái Bình Dương). Mặc dù phát trễ, trận đấu đã là một trong những chương trình có lượng người xem cao nhất trong mùa truyền hình 1979-80 và vẫn là trận bóng băng được xem nhiều nhất trong lịch sử truyền hình Hoa Kỳ.
Al Michaels, cùng đồng tác giả truyền hình Ken Dryden, đã tái hiện lại tường thuật Olympic của họ trong bộ phim năm 2004 Kỳ tích. Mặc dù họ đã tái tạo phần lớn tường thuật trong bộ phim, nhưng đoạn cuối trận đấu với Liên Xô lại sử dụng lời tường thuật gốc của ABC Sports năm 1980. Gavin O'Connor, đạo diễn của Miracle, đã quyết định sử dụng 10 giây cuối cùng của lời gọi gốc của Al Michaels "Bạn tin vào phép màu không? Đúng vậy!" trong phim vì ông cảm thấy không thể yêu cầu ông tái tạo lại cảm xúc trong khoảnh khắc đó. Họ đã sửa bản ghi âm để chuyển tiếp đến lời gọi gốc một cách mượt mà.
Al Michaels sau này nhớ lại, "Khi tôi nhìn lại, chắc chắn Lake Placid sẽ là điểm đặc biệt nhất trong sự nghiệp của tôi. Tôi không thể nghĩ ra điều gì có thể vượt qua nó. Tôi không thể tưởng tượng một tình huống nào khác."
Michaels chỉ được chọn thực hiện nhiệm vụ đặc biệt này vì trước đó cách đây tám năm, anh đã làm một trận bóng sân băng, Trận đấu quan trọng này là trận chung kết giành huy chương vàng (giữa Đội tuyển khúc côn cầu quốc gia Liên Xô vs Đội tuyển khúc côn cầu quốc gia Czechoslovakia) tại Thế vận hội Mùa đông 1972 (trên NBC) tại Sapporo, Nhật Bản. Các nhà thông báo khác trên đội của ABC Sports như Keith Jackson, Frank Gifford, và Howard Cosell chưa từng làm trận bóng sân băng trước đây. Michaels nhớ lại điều này trong một cuộc phỏng vấn trên chương trình Real Sports vào tháng 1 năm 2009. Rõ ràng Michaels cũng đã đánh bại WABC-AM và nhà phê bình của New York Islanders, George Michael, để nhận nhiệm vụ này.
Hai ngày sau đó, Michaels sẽ truyền tải trận chung kết giành huy chương vàng, trong đó Hoa Kỳ đánh bại Phần Lan, và anh kết thúc trận đấu bằng lời tuyên bố "Giấc mơ không thể này trở thành sự thật!"
Al Michaels tiếp tục là người dẫn chương trình chính trong việc phát sóng bóng đá sân băng của ABC trong hai kỳ Thế vận hội Mùa đông tiếp theo, cùng với Dryden, người phân tích màu chính. Năm 1984 tại Sarajevo, Mike Eruzione, người từng là thuyền trưởng của đội bóng đá sân băng Hoa Kỳ giành huy chương vàng năm 1980, chủ yếu làm việc với Don Chevrier. Đến Thế vận hội Mùa đông cuối cùng của ABC bốn năm sau, Eruzione lần này được đôi với Jiggs McDonald.
Michaels cùng với John Davidson sau đó đã phát sóng Trận 1 và Trận 4 của loạt trận vòng loại Cúp Stanley giữa Calgary và Los Angeles vào năm 1993 cho ABC.

### Những khoảnh khắc đáng nhớ trong bóng chày

#### Giải bóng chày Quốc gia 1972
Dù sự kiện ngày 17 tháng 10 năm 1989 tại San Francisco thường được coi là khoảnh khắc đầy cảm xúc nhất trong sự nghiệp của Michaels liên quan đến bóng chày, anh ấy còn có một số khoảnh khắc khác đáng nhớ.
Trong Giải bóng chày Quốc gia 1972, đội Pittsburgh Pirates - đội vô địch World Series 1971 - gặp đội Cincinnati Reds. Trong Trận 5, khi cả hai đội hòa 2 trận, Pittsburgh Pirates dẫn trước 3-2 ở hiệp thứ chín và chỉ còn ba lượt ra ngoài nữa là họ có thể vào World Series. Nhưng Dave Giusti, người ném cuối trận cho Pittsburgh Pirates, đã không làm tốt. Anh ấy để mất cú home run gỡ hòa của Johnny Bench trước khi để cho Tony Pérez và Denis Menke đánh liên tiếp. Sau đó, Bob Moose thay thế và gần như khắc phục tình thế bằng cách giành được hai ngoại. Nhưng khi Hal McRae, người thay thế vào vị trí đánh chéo, đang ở bát đấu, Bob Moose trượt chân và ném sai khiến George Foster, người thay thế cho Pérez, ghi điểm quyết định và mang về chiến thắng, tạo nên một bữa ăn mừng lớn tại Sân vận động Riverfront.
Như đã đề cập trước đó, sau đó vào tháng 10 đó, Michaels tham gia vào lần đầu tiên tham gia phát sóng World Series như một nhà thông báo, nơi anh hỗ trợ người phát sóng NBC là Curt Gowdy trong Trận 1–2, 6, và 7 tại Cincinnati. Michaels là kết quả của chính sách phát sóng lúc đó của các nhà thông báo đại diện cho các đội tham gia (quá trình này kết thúc sau Giải bóng chày Thế giới 1976) được mời thực hiện việc tường thuật trực tiếp trên mạng cho World Series. Do đó, Trận 3–5 của World Series 1972 thay vào đó có sự tham gia của người phát thanh viên của Oakland Athletics là Monte Moore làm việc cùng NBC bên cạnh Curt Gowdy.

#### Giải bóng chày Thế giới 1983
Vào ngày 6 tháng 6 năm 1983, Michaels chính thức thay thế Keith Jackson làm nhà thông báo trực tiếp chính cho Monday Night Baseball. Michaels, người đã làm việc trong bảy mùa giải với những trận đấu dự phòng (ban đầu hợp tác cùng Bob Gibson và Norm Cash), có vẻ rất tức giận vì sự chậm trễ của ABC Sports trong việc thông báo anh là nhà thông báo bóng chày hàng đầu của họ. Khác với Jackson, người chủ yếu làm bóng đá đại học, Michaels - như đã đề cập trước đó - đã làm việc với Cincinnati Reds và San Francisco Giants trước khi gia nhập ABC vào năm 1976. TV Guide đã phê phán về Jackson bằng cách nói "Một người của bóng đá trên bóng chày!" Jackson không thể dự một số trận đấu World Series vào năm 1979 và 1981 do xung đột với lịch trình phát sóng bóng đá đại học thông thường của mình. Do đó, Michaels đã làm nhà thông báo trực tiếp cho các trận đấu vào cuối tuần.

#### Giải bóng chày Thế giới 1985
Có lẽ cuộc gọi lịch sử đầu tiên của Michaels với ABC Sports trong khi phát sóng Bóng chày Đại lộ đã diễn ra trong những gì nhiều người hiện nay biết đến là trận đấu của Don Denkinger. Kansas City Royals đang thua St. Louis Cardinals 3–1 trong một loạt trận đánh giá thấp về số điểm và tẻ nhạt. Sau khi Royals giành chiến thắng tại St. Louis và đưa cuộc chiến trở lại Kansas City, trận thứ sáu cũng có số điểm thấp. Tuy nhiên, trận đấu này đã trở thành một cuộc đối đầu căng thẳng giữa các người ném bóng.
Ở hiệp chín dưới đáy, pinch-hitter Jorge Orta khởi đầu cho Royals đối đầu với người ném bóng của Cardinals Todd Worrell, khi Kansas City đang thua 1-0 và đánh một quả bóng đất tới vị trí vệ binh trước Jack Clark. Clark ném bóng qua cho người ném Worrell, người đang chạy đến vị trí vệ binh đúng lúc để đánh bại Orta nhanh và đã làm được. Tuy nhiên, trọng tài vệ binh đầu tiên Don Denkinger vẫn tuyên bố Orta an toàn tại vị trí đầu tiên. Steve Balboni sau đó đánh một quả bóng bật lên tới vị trí vệ binh, Jack Clark đã bỏ lỡ và mắc lỗi, khiến cho lượt đánh của Balboni tiếp tục, và anh ấy ngay lập tức đánh một đường đơn để đặt người ở vị trí đầu và thứ hai.
Từ cuộc đánh đấm như thế đã dẫn đến tình hình Royals nạp đầy các vị trí và đặt người đang đua bắt ngang ở vị trí thứ ba và người đang đua ở vị trí thứ hai với một ngoại. Iorg đánh một đường đơn 2 điểm và Royals đã trở lại thắng 2–1. Royals đã giành chiến thắng trong Trận 7 với tỷ số 11-0 và hoàn thành cuộc lội ngược dòng sau khi bị dẫn trước 3 trận. Tuy nhiên, không phải là quảng cáo 'an toàn' đầy nhiễu loạn của Denkinger, cũng không phải là pha đánh của Iorg, lỗi của Clark, những hành động xuất sắc của Jim Sundberg (với cú lướt cản ngang khó khăn qua người bắt Darrell Porter để ghi điểm quyết định) hay thất bại 7-0 ở Trận 7 là những điều được nhớ đến nhiều nhất trong những năm tới.
"Trái bóng nhỏ được đá đến phía bên phải, Worrell đang chạy để che phủ và cú ném không làm được anh ấy!"— Al Michaels miêu tả cuộc gọi nổi tiếng của Don Denkinger trong Trận 6 của Giải bóng chày Thế giới 1985.

Ngay trước khi Giải bóng chày Thế giới 1985 bắt đầu, ABC loại bỏ Howard Cosell khỏi việc thông báo như một hình phạt vì cuốn sách gây tranh cãi của anh I Never Played the Game. Thay vào đó, Tim McCarver (cùng với Michaels và Jim Palmer là người thông báo trực tiếp và phân tích màu) đã tham gia, và đây là lần đầu tiên McCarver tham gia nhiều chương trình phát sóng Giải bóng chày Thế giới. Theo nguồn tin, vào năm 1985, việc làm việc cùng Cosell trong chương trình phát sóng bóng chày đã trở nên khá khó khăn. Rõ ràng, Cosell và Michaels đã có một cuộc cãi vã gay gắt sau khi kết thúc việc phát sóng Giải bóng chày Championship Series American League 1984 vì nhiều vấn đề, trong đó có lời đồn rằng Cosell đã say rượu và những vấn đề khác. Có tin đồn cho rằng Michaels đã đưa ra kiến nghị đến lãnh đạo ABC để loại bỏ Cosell khỏi trận đài. Cuối cùng, Michaels đã nói ra những vấn đề của mình với Cosell. Michaels cho biết "Howard đã trở thành người tàn ác, xấu xa, hung ác."

#### Sê-ri Chung kết Giải bóng chày American League năm 1986
Năm 1986, Michaels cũng có mặt trong trận mà ông nói đó là "trận hay nhất trong hàng ngàn trận tôi đã làm.". Vào ngày 12 tháng 10 tại Sân vận động Anaheim, Michaels cùng với Jim Palmer đã bình luận trận 5 của Sê-ri Chung kết Giải bóng chày American League. California Angels dẫn trước 3 trận 1 trong loạt 7 trận đấu với Boston Red Sox. Trong trận đấu, Angels dẫn 5–2 khi bước vào hiệp thứ 9. Boston ghi được hai điểm bằng một pha ngoạI cuộc bởi Don Baylor, thu hẹp khoảng cách xuống còn 5–4.
Khi Donnie Moore vào sân để kết thúc sự phản công, đã có hai ngoại binh và một người chạy tại cơ một, Rich Gedman, người đã bị đâm bóng. Angels chỉ còn một bước để lần đầu tiên trong lịch sử tham dự Sê-ri bóng chày World. Nhưng Dave Henderson đã đánh một cú đánh 2-2 thành home run trước Moore, đưa Red Sox dẫn 6–5. Angels đã ghi thêm một điểm trong hiệp thứ 9, đẩy trận đấu vào hiệp phụ. Moore tiếp tục ném cho Angels. Ông đã kìm chế cuộc phản công của Red Sox trong hiệp 10 bằng cách khiến Jim Rice đánh bóng thành 1-2-3. Tuy nhiên, Red Sox vẫn có thể ghi điểm từ Moore trong hiệp 11 thông qua cú ném bóng chết bằng hiệp phụ của Henderson. Angels không thể ghi điểm trong hiệp thứ 11 và thua trận 6–7.
Thất bại vẫn để lại Angels dẫn trước 3 trận 2, còn hai trận đấu nữa tại Fenway Park. Angels không thể phục hồi, thua cả hai trận với khoảng cách lớn, lần lượt là 10–4 và 8–1. Trận 7 của Sê-ri Chung kết ALCS 1986 kết thúc với pha đánh không gỡ của Calvin Schiraldi trước Jerry Narron.
Red Sox có thể từ lễ cuối cùng vào Sê-ri bóng chày World... và họ đã làm được!— Lời gọi của Al Michaels cho pha đánh không gỡ cuối cùng của Calvin Schiraldi trong trận 7 của Sê-ri Chung kết ALCS 1986.

Mặc dù ABC Sports và ESPN đã nằm dưới cùng một bóng rổ tài chính (Công ty The Walt Disney) từ năm 1996, Michaels không bao giờ làm nhà bình luận thường xuyên cho ESPN Major League Baseball. Lần duy nhất ông xuất hiện trên sóng ESPN bất kì là khi ông tham gia với tư cách nhà bình luận khách mời trong Wednesday Night Baseball năm 2003 như một phần của loạt chương trình Living Legends Series của ESPN. Michaels cùng với Gary Thorne và Joe Morgan, mà ông đã làm việc cùng trong việc phát sóng Sê-ri World 1989 của ABC và là đội bóng chày số 2 của ABC sau Michaels, Jim Palmer và Tim McCarver vào năm 1989, tham gia vào một trận đấu tại Sân vận động Dodger giữa Los Angeles Dodgers và Cincinnati Reds.

#### Sê-ri Chung kết Thế giới năm 1987
Trong một cuộc phỏng vấn vào tháng 2 năm 2015, Michaels đã nói rằng Minnesota Twins có thể đã tạo âm thanh giả đám đông trong Metrodome trong trận Sê-ri Chung kết Thế giới năm 1987 khi gặp St. Louis Cardinals. Trả lời ý kiến của Michaels, Chủ tịch Twins Dave St. Peter nói rằng ông không nghĩ Twins cần "lý thuyết âm mưu" để giành chức vô địch Sê-ri Thế giới. Thay vào đó, ông cho rằng chúng ta nên tôn trọng những cầu thủ như Frank Viola, Gary Gaetti, Kent Hrbek, và Kirby Puckett, người theo ông, đã "đột ngột nổi lên và giành chức vô địch."
Với Gaetti...lần đầu tiên trong lịch sử, Minnesota Twins đã trở thành Nhà vô địch thế giới!— Al Michaels gọi pha kết thúc cuối cùng của Trận 7 trong Sê-ri Chung kết Thế giới năm 1987 trên ABC.

#### Sê-ri Thế giới năm 1989
Vào ngày 17 tháng 10 năm 1989, Michaels đang ở San Francisco, chuẩn bị để bình luận trận thứ ba của Sê-ri Thế giới năm 1989 giữa đội chủ nhà, San Francisco Giants, và đội khách Oakland Athletics. Lúc đó, ABC đang phát sóng trực tiếp và đã tổng hợp lại hai trận đầu tiên (với nhạc nền là bài "Hello Old Friend" của James Taylor), cả hai trận đều được đội Oakland thắng. Khi Michaels chuyển dẫn cho đồng bình luận của mình, Tim McCarver, để bắt đầu phân tích khả năng chiến thắng của Giants trong trận đấu, thì bất ngờ một trận động đất Loma Prieta xảy ra (khoảng 5:04 chiều giờ địa phương). Trong lúc sóng truyền hình bị gián đoạn vì động đất, Michaels bất ngờ kêu gọi: "Tôi nói cho các bạn biết, chúng ta đang bị một trận động đất —", và ngay lúc đó, sóng truyền hình bị gián đoạn hoàn toàn trước khi ông kịp hoàn thành câu nói. ABC sau đó hiển thị thông báo về sự cố kỹ thuật và khôi phục âm thanh thông qua một đường liên kết điện thoại 15 giây sau đó.  Michaels mỉm cười và nói: "Vậy là, đó là phần mở đầu tuyệt vời nhất trong lịch sử truyền hình, không ai bằng!" Sau đó, Michaels báo cáo từ xe sản xuất thể thao của ABC ở bên ngoài Candlestick Park về trận động đất, và sau này ông được đề cử giải Emmy cho việc phát sóng tin tức. Michaels truyền thông báo cáo của mình cho Ted Koppel, người đang ở trụ sở ABC News tại Washington, D.C.
Theo lời kể của Tim McCarver, khi trận động đất xảy ra, anh, Michaels và Jim Palmer tức thì nắm chặt nhưng thực ra lại là đùi của nhau, vì họ tưởng rằng đó là cần ghế tay. Sau đó, họ bị bầm tím ở những vùng này vào ngày tiếp theo. Nhiều năm sau đó (trong một chương trình hồi tưởng về trận động đất trong Sê-ri Thế giới 1989 trên SportsCenter năm 1999), Al Michaels đã mạnh dạn thừa nhận ông tin rằng nếu trận động đất kéo dài hơn 15 giây, ông có thể đã không sống sót. Ông thêm rằng mình chỉ thực sự sợ khi ông cảm thấy mình di chuyển ngược lại. Ba người thông báo đang ngồi trên một đỉnh mâm ghế với lưng hướng ra sau và không có gì để tựa vào.
{{blockquote|Chính thời điểm này cách đây mười ngày, chúng tôi bắt đầu chương trình với hình ảnh bầu trời từ trên cao xuống San Francisco; vẻ đẹp luôn tuyệt vời, đặc biệt hơn trong ngày hôm đó với bầu trời xanh ngọc và ánh nắng chiều lấp lánh như hàng ngàn viên ngọc quý.
Bức tranh ấy thể hiện cảm xúc và tâm trạng của khu vực Vịnh San Francisco và hầu hết Miền Bắc California. Đội bóng chày của họ, Giants và Athletics, đã giành được chức vô địch và người dân ở đây vẫn đang cảm nhận hạnh phúc từ thành công của hai đội. Sự kiện thể thao quan trọng của nước Mỹ, Sê-ri Thế giới, trong thời gian đó, đã hoàn toàn thuộc về họ.
Sau đó, tất nhiên, cảm giác hạnh phúc tỏa sáng biến thành sự kinh hoàng, đau đớn và tuyệt vọng chỉ trong vòng 15 giây. Và ngay bây giờ vào ngày 27 tháng 10, giống như một võ sĩ bị đánh vào bụng mạnh và tỉnh táo dậy, khu vực này đang tiếp tục tiến lên và tiến xa.
Một phần của tình hình hiện tại là việc trận Sê-ri Thế giới được tiếp tục. Không ai trong sân bóng này đêm nay - không có cầu thủ, người bán hàng, người hâm mộ, nhà báo, thậm chí không ai trong khu vực này cả - có thể quên được những hình ảnh đó. Cột khói tại Khu Marina. Cây cầu bị tách ra. Sự hỗn loạn kỳ cục của bê tông ở Oakland. Những hình ảnh đó đã ăn sâu vào tâm trí chúng ta.
Và trong khi nỗi tang thương, nỗi đau đớn và tác động sau còn tiếp tục, sau khoảng 30 phút nữa, trọng tài đội hình, Vic Voltaggio, sẽ nói 'Chơi bóng', và các cầu thủ sẽ thi đấu, người bán hàng sẽ bán, đám đông sẽ cổ vũ, các nhà thông báo sẽ thông báo. Và đối với nhiều trong số sáu triệu người dân trong khu vực này, đó sẽ giống như việc quay trở lại Fantasyland.
Nhưng Fantasyland chính là nơi mà bóng chày ra đời, và có thể, ngay lúc này, đó chính là nơi hoàn hảo cho một khoảng thời gian nghỉ ngơi ba giờ.|Al Michaels ở phần đầu của đoạn thông báo của ABC khi họ phát sóng lại Trận 3 của Sê-ri Thế giới 1989.
Sau đó, có thông tin đồn đoán rằng nếu Michaels thắng vụ án arbitration liên quan đến ABC, ông sẽ gia nhập CBS làm người dẫn chương trình bóng chày chính của họ. ABC sau Sê-ri Thế giới 1989, đã mất gói phát sóng bóng chày của mình cho CBS trong bốn năm tiếp theo. Michaels đã có xích mích với mạng lưới vì vi phạm chính sách của công ty. Hợp đồng của Michaels với ABC ban đầu được thiết lập để hết hạn vào cuối năm 1992. Tuy nhiên, cuối cùng, ABC đã thông báo về việc kéo dài hợp đồng mà nguồn tin cho biết sẽ giữ Michaels tại ABC ít nhất đến cuối năm 1995 và trả cho ông ít nhất 2,2 triệu đô la hàng năm với khả năng kiếm thêm. Điều đó sẽ khiến Michaels trở thành người dẫn chương trình thể thao có thu nhập cao nhất trên truyền hình.

## The Baseball Network (1994–1995)
Vào năm 1994, ABC tái thiết lập mối liên kết với Major League Baseball lần đầu tiên kể từ năm 1989 thông qua việc hợp tác phát sóng với NBC, gọi là Mạng Bóng Chày. Lần này, Al Michaels được tái hợp cùng Jim Palmer và Tim McCarver. Cùng nhóm này, ông đã phát sóng ba trận chung kết World Series (năm 1985, 1987 và 1989), hai trận All-Star Games (năm 1986 và 1988), và loạt trận quyết định vé vào chung kết National League năm 1988. Về việc Al Michaels trở lại làm phát thanh cho bóng chày lần đầu tiên kể từ khi trận động đất Loma Prieta năm 1989 đã làm gián đoạn World Series, Jim Palmer nói, "Al đã tham gia năm trận từ năm 1989, và bây giờ ông quay trở lại một cách tự nhiên. Thực sự khó hiểu làm thế nào một người có thể làm được điều đó."
Xin chào mọi người, và chào mừng đến với Đêm Bóng Chày tại Mỹ, tôi là Al Michaels. Và chúng tôi tại ABC rất vui mừng được trở lại với việc truyền hình bóng chày lần đầu tiên kể từ World Series năm 1989. Đây là một khái niệm hoàn toàn mới, chúng tôi sẽ có sáu trận mùa giải thường trên ABC, bao gồm trận đấu tối nay và một lần nữa vào tối thứ Hai. Sau đó, chúng tôi sẽ đưa đến các trận vòng loại vào tháng Mười, là một phần của định dạng vòng loại mở rộng mới của bóng chày, và World Series vào cuối tháng Mười. Đêm Bóng Chày tại Mỹ, một khái niệm được phân khu theo vùng, bạn sẽ được xem một trận đấu trong vùng của bạn mà quan trọng đối với những người ở những khu vực cụ thể đó. Điều này cũng cho phép chúng tôi có khả năng cập nhật trận đấu như chưa bao giờ có. Vì vậy, hãy ngồi lại, thư giãn và thưởng thức buổi ra mắt Đêm Bóng Chày tại Mỹ khi chúng tôi đưa bạn đến các trận đấu tại các sân bóng chày.— Al Michaels tại sân Kingdome ở Seattle trong buổi phát sóng ra mắt Đêm Bóng Chày tại Mỹ vào ngày 16 tháng 7 năm 1994.

Một cuộc đình công của cầu thủ vào tháng 8 năm 1994 đã buộc hủy bỏ toàn bộ các trận đấu sau mùa giải đó, bao gồm cả World Series. Sau đó vào tháng 6 năm 1995, cả ABC và NBC thông báo rằng họ sẽ giải thể Mạng Lưới Bóng Chày (The Baseball Network) vào cuối mùa giải 1995. Tháng sau đó, Michaels cùng với Jim Palmer và Tim McCarver, đã điều hành Trận Mùa giải All-Star 1995 tại Arlington, Texas. Khi đến tháng 10, Michaels, Palmer và McCarver được gọi điều hành Trận 1–2 của Mùa giải Vòng Sơ loại Hạng Nhất 1995 giữa đội Cincinnati Reds 1995 và đội Los Angeles Dodgers 1995, Trận 4 của Vòng Sơ loại Hạng Nhất giữa đội Atlanta Braves 1995 và đội Colorado Rockies 1995, Trận 1–2 của Mùa giải Vòng Chung kết Hạng Nhất 1995 giữa Atlanta và Cincinnati, và Trận 1, 4–5 của Mùa giải World Series 1995 giữa Atlanta và đội Cleveland Indians 1995.
Trong tình huống cuối cùng mà ông đã điều hành một trận bóng chày trên ABC, Michaels gọi to "Quay về Georgia!" sau khi người ném Cleveland José Mesa đánh trượt đội hai Atlanta Mark Lemke. ABC dự định phát sóng trận đấu thứ bảy có thể (vì NBC đã được lên lịch phát sóng Trận 6), nhưng Braves cuối cùng đã giành chiến thắng giải vô địch thế giới hai đêm sau đó. Trận 5 của Mùa giải World Series 1995 không chỉ chứng tỏ là trận cuối cùng mà Michaels điều hành cho một trận đấu Bóng chày Hạng Nặng (không tính lần xuất hiện ngắn trên MLB Network cho một trận đấu giữa San Francisco Giants 2011 và New York Mets 2011 vào ngày 8 tháng 7 năm 2011), mà còn là lần cuối cùng một trận đấu Bóng chày Hạng Nặng được phát sóng trên ABC cho đến khi loạt trận Mùa giải 2020 của loạt trận Wild Card.
Sau này, Michaels đã viết trong tự truyện năm 2014 của ông "You Can't Make This Up: Miracles, Memories, and the Perfect Marriage of Sports and Television" rằng sự cạnh tranh giữa hai mạng lưới có thể trở nên ngớ ngẩn đến mức ABC và NBC đều không muốn quảng cáo cho các phát sóng của nhau trong World Series năm 1995. Để bạn hiểu rõ hơn, giữa Trận 1, Michaels đã nhận một đoạn quảng cáo với nội dung "Hãy tham gia cùng chúng tôi tại ABC cho Trận 4 tại Cleveland vào tối thứ Tư và cho Trận 5 nếu cần, vào thứ Năm." Tuy nhiên, Michaels nhanh chóng tiếp theo bằng cách nói "À, nhân tiện, nếu bạn đang tự hỏi về Trận 2 và 3, tôi không thể cho bạn biết chính xác bạn có thể xem chúng ở đâu, nhưng đây là một gợi ý: Tối qua, Bob Costas, Bob Uecker, và Joe Morgan [đội ngũ phát sóng của NBC] đã được nhìn thấy tại Underground Atlanta."

### NBA on ABC
Sau sự thất bại về điểm xếp hạng trong NBA Finals năm 2003, ABC quyết định cải tổ đội phát sóng hàng đầu của họ cho NBA. Brad Nessler bị chuyển đến đội phát sóng thứ hai, nơi ông được kết hợp với Sean Elliott và Dan Majerle. Michaels được tuyển dụng để thay thế Nessler trở thành người phát thanh chính của NBA.
Trong những tuần đầu tiên của mùa giải mùa giải 2003–2004, ông không có đối tác. Tuy nhiên, Doc Rivers, một nhà phân tích được đánh giá cao khi làm việc với Turner Sports, trở nên có sẵn sau khi đội Orlando Magic bắt đầu mùa giải với tỷ số 1–19. Rivers được tuyển dụng vài tuần trước trận khai mạc mùa giải của ABC vào ngày Giáng Sinh. Ông và Michaels làm việc trong trận đấu đó cùng nhau, chỉ có sáu trận họ làm chung trong suốt mùa giải thường (tất cả các trận còn lại mà Rivers làm việc đều với Brad Nessler). Trong kì playoffs, họ tham gia phát sóng mọi trận đấu, bao gồm cả NBA Finals năm 2004, trong đó điểm xếp hạng truyền hình tăng vọt. Trong kì playoffs năm 2004, Doc Rivers được tuyển dụng bởi Boston Celtics. Mặc dù Rivers tiếp tục làm việc với ông suốt cả thời gian playoffs, ABC đã phải tìm kiếm một nhà phân tích màu chính mới cho mùa giải mùa giải 2004–2005.
Vào đầu mùa NBA 2004–2005, ABC đã tìm thấy đối tác mới cho Al Michaels. Hubie Brown, người từng là huấn luyện viên của Memphis Grizzlies và có tên tuổi trong lĩnh vực phát thanh với CBS, TBS, và TNT, đã phải nghỉ hưu vì sức khỏe và sau đó được tuyển dụng để thay thế Doc Rivers. Họ bắt đầu hợp tác vào ngày Giáng Sinh năm 2004, khi phát sóng trận đấu đáng được chờ đợi giữa Shaquille O'Neal và Kobe Bryant. Sau trận đó, họ không phát sóng chung đến tháng 3 năm 2005. Michaels trở nên không đều trong việc phát sóng NBA, tham gia vào hai trận đấu vào đầu tháng 3 và sau đó thêm ba trận vào tháng 4. Brown làm việc hàng tuần trong các trận đấu do ABC phát sóng, phát sóng một số trận đấu cùng với người phát thanh kỳ cựu Mike Breen. Cho mùa giải 2005–2006, cặp đôi này được dự định sẽ tiếp tục làm đội phát thanh chính của ABC. Họ làm việc trong trận đấu trong ngày Giáng Sinh của năm đó giữa Los Angeles Lakers và Miami Heat, và dự kiến sẽ phát sóng Kết trận NBA cùng nhau. Tuy nhiên, vì ông chuẩn bị chuyển sang làm việc cho NBC, kế hoạch này không được thực hiện.
Mike Breen thay thế ông trên chương trình The NBA on ABC, trở thành người phát thanh chính cho một gói phát sóng NBA trên sóng truyền hình miễn phí lần đầu tiên trong sự nghiệp của ông. Breen làm việc trong Kết trận NBA 2006 cùng với Hubie Brown, cũng như tất cả các trận đấu chính mà ABC phát sóng trong năm đó. Điều này giúp ABC có người phát thanh chính đều đặn đầu tiên kể từ Brad Nessler, vì Breen (không giống như Michaels) tham gia phát sóng hàng tuần. Để hiểu rõ hơn, trong thời gian ông là người phát thanh chính cho NBA trên ABC trong hai mùa giải, ông chỉ tham gia phát sóng 13 trận đấu trong tổng số 26 trận đấu trong mùa, với chỉ có hai trận diễn ra tại Los Angeles (nơi ông định cư) hoặc Sacramento.
Ngoài việc làm việc không đều, Al Michaels (mặc dù ban đầu được coi là mang đến sự đáng tin cậy cho chương trình phát sóng NBA của ABC so với người tiền nhiệm, Brad Nessler) đã bị chỉ trích vì dường như thiếu loại đam mê và tự tin (ví dụ, Michaels ban đầu đã mô tả cú chặn của Amar'e Stoudemire đối với cú ném của Tim Duncan trong vòng loại NBA năm 2005 như một "cú ném xuất sắc, xuất sắc và gây khó khăn"). Barry Horn của Dallas Morning News nói rằng Michaels đơn giản là "không phải là người say mê bóng rổ". Trong khi đó, Bill Simmons đã nói trong Kết trận NBA năm 2005 rằng Michaels "đến làm việc trong những trận đấu này, thực hiện công việc của mình, sau đó lái xe về nhà với suy nghĩ, 'Chỉ còn năm tuần nữa là tới trận NFL Trận ra sân Danh dự Hall of Fame, tôi đã gần đích rồi!'"
Một lời phê bình khác mà ông nhận được là ông thường xuyên mất quá nhiều thời gian để giải thích một cách dài dòng và rườm rà. Kết quả là ông thường nói liên tục trong hai hoặc ba lần thế chỗ (nhưng dường như Michaels phù hợp hơn cho các chương trình phát sóng bóng đá ngày thứ hai và bóng chày trên ABC, nơi ông nổi tiếng hơn). Tuy nhiên, do điều này, ông ít khi có thời gian bình luận về những hành động mà người xem đang theo dõi, vì ông quá chú tâm vào một phần cốt truyện hoặc câu chuyện trước đó mà ông cảm thấy khán giả cần phải biết.

## Chuyển từ ABC sang NBC

### ABC mất quyền phát sóng NFL
Năm 2003, Al Michaels đã nói: "ABC Sports đã là nơi làm việc chuyên nghiệp của tôi trong 26 năm qua, và tôi vui mừng rằng điều này sẽ tiếp tục trong tương lai..." sau khi ký một hợp đồng gia hạn dài hạn.
Năm 2005, thông báo rằng Monday Night Football sẽ chuyển từ ABC sang ESPN bắt đầu từ mùa 2006, và cộng sự John Madden thông báo ông sẽ gia nhập NBC Sports, người đã mua quyền phát sóng các trận đấu trong chương trình Sunday Night Football. Mặc dù có tin đồn Michaels cũng có thể chuyển đến NBC, ông tuyên bố sẽ tiếp tục là người dẫn chương trình bình luận trận đấu cho MNF, và nói rằng, "Tôi cảm thấy như tôi đã trở thành một phần của đêm thứ Hai. Tôi đã ở đây và tôi sẽ tiếp tục ở đây." Kế hoạch ban đầu là Michaels sẽ cùng với Joe Theismann (người chuyển từ Sunday Night Football) trong việc bình luận các trận đấu đêm thứ Hai.
Lúc đó, cựu Chủ tịch ABC Television, Alex Wallau, nói: "Trong 26 năm, Al đã đóng một vai trò quan trọng tại ABC Sports, và trong 17 năm trong số đó, ông đã trở thành khuôn mặt và giọng nói đồng nghĩa với chương trình thể thao lớn nhất và thành công nhất của truyền hình, Monday Night Football... Đó là sự phản ánh xuất sắc của Michaels cùng với sự hiểu biết rộng lớn, kinh nghiệm và sự nhiệt huyết, giúp những người hâm mộ của MNF luôn hào hứng và trở lại để xem thêm." Ngoài ra, cựu Chủ tịch ABC Sports Howard Katz cũng nói, "Al Michaels có giá trị không thể thiếu đối với Đài và chúng tôi rất vui khi ông tiếp tục ở trong gia đình của chúng tôi. [...] Al là một chuyên nghiệp hoàn hảo và làm cho tất cả mọi người xung quanh ông trở nên xuất sắc hơn." Tuy nhiên, trong những tuần trước Super Bowl XL, nhiều người đã đoán rằng Michaels đang cố gắng thoát khỏi hợp đồng với ESPN để gia nhập NBC cùng với Madden. Lúc này, đã rõ ràng rằng Sunday Night Football của NBC sẽ trở thành chương trình truyền hình cao cấp của NFL trong khung giờ đỉnh cao, trong khi Monday Night Football của ESPN sẽ phát sóng các trận đấu phụ tương tự như chương trình trước đó của mạng lưới vào các đêm Chủ Nhật. Michaels còn làm dấy lên thêm sự nóng lòng bằng cách từ chối tiết lộ kế hoạch tương lai của mình và ông không thể "phản hồi đối với những tin đồn... vì điều đó sẽ làm xao lãng tâm trí."
Vào ngày 8 tháng 2 năm 2006, ESPN thông báo rằng nhóm bình luận của họ cho chương trình Monday Night Football sẽ bao gồm Mike Tirico làm người phát biểu trận đấu, cùng với Theismann và Tony Kornheiser là những chuyên gia phân tích. ESPN rõ ràng khẳng định rằng Michaels sẽ không quay lại phát sóng Monday Night Football hay chương trình NBA của ABC (nơi Michaels đã từng là người dẫn chương trình phát biểu trận đấu NBA).

### Việc "trao đổi" nhân vật Oswald the Lucky Rabbit
Vào ngày 9 tháng 2 năm 2006, NBC xác nhận Michaels sẽ gia nhập mạng lưới để cùng Madden truyền hình bóng đá vào các tối Chủ Nhật, từ đó chấm dứt chuỗi 20 năm của Michaels tham gia phát sóng Monday Night Football và gần 30 năm phục vụ cho ABC. Để cho phép Michaels thoát khỏi hợp đồng với ABC và ESPN, NBCUniversal đã bán quyền phát sóng cáp của ESPN cho phần phát sóng vào ngày thứ Sáu của bốn Ryder Cup tiếp theo, đồng thời cho phép ESPN sử dụng nhiều đoạn tóm tắt Olympic hơn và bán quyền sở hữu nhân vật Oswald the Lucky Rabbit cho công ty mẹ Disney, một nhân vật hoạt hình do Walt Disney chính ông phát triển (nhưng ông đã mất vào năm 1928), trước đây do Universal Pictures (hiện là NBCUniversal) sở hữu. Chủ tịch NBC Sports Dick Ebersol giải thích, "Chúng tôi không kiếm được gì từ những quyền này; chúng đã không có giá trị tại Hoa Kỳ."
Michaels đã có một góc nhìn thú vị về việc "trao đổi" này. Khi nhắc đến việc Kansas City Chiefs đã trao cho New York Jets một lựa chọn trong cuộc đấu giữa các đội để thả huấn luyện viên Herman Edwards khỏi hợp đồng, Michaels nói, "Oswald chắc chắn có giá trị hơn một lựa chọn draft ở vòng thứ tư. Một ngày nào đó, tôi sẽ trở thành câu hỏi trong một trò đố." Trong một bài viết trên tạp chí Game Informer, Warren Spector, một nhà thiết kế trong trò chơi Epic Mickey, cho biết CEO Disney Bob Iger muốn Oswald tham gia vào trò chơi đến mức ông đã đồng ý thực hiện giao dịch này để lấy lại quyền sở hữu nhân vật.

## NBC Sports (2006–nay)

### Sunday Night Football
Michaels và Madden bắt đầu thời kỳ làm việc mới tại NBC vào ngày 6 tháng 8 năm 2006, với việc phát sóng trận Trò chơi Đại sảnh Bảo tàng Danh vọng Bóng bầu dục mùa giải mùa hè, và chính thức ra mắt trong mùa giải thường xuyên vào ngày 7 tháng 9. Michaels gọi Sunday Night Football' cùng với John Madden từ ngày 6 tháng 8 năm 2006 đến ngày 15 tháng 4 năm 2009. Vào ngày 16 tháng 4 năm 2009, Cris Collinsworth ký hợp đồng với NBC để thay thế Madden trong vai trò gọi Sunday Night Football'. Vào ngày 1 tháng 2 năm 2009, Michaels đã gọi Siêu Trận Siêu Cúp XLIII, lần đầu tiên ông phát sóng trận Siêu Cúp cho NBC và lần thứ 7 trong tổng số các trận Siêu Cúp mà ông đã tham gia làm người phát biểu trực tiếp. Michaels là người thứ ba làm người phát biểu trực tiếp cho các trận Siêu Cúp trên NBC, sau Curt Gowdy và Dick Enberg. Michaels cũng đã gọi Siêu Trận Siêu Cúp XLVI vào ngày 5 tháng 2 năm 2012, Siêu Trận Siêu Cúp XLIX vào ngày 1 tháng 2 năm 2015, Siêu Trận Siêu Cúp LII vào ngày 4 tháng 2 năm 2018 và Siêu Trận Siêu Cúp LVI vào ngày 13 tháng 2 năm 2022, qua đó ông đã san bằng kỷ lục của Pat Summerall với số lần gọi trận Siêu Cúp bởi người phát biểu play-by-play, tuy vẫn còn kỷ lục với 16 trận Siêu Cúp mà ông đã tham gia trong vai trò phát biểu, bao gồm cả Siêu Cúp I khi là phóng viên bên lề và Siêu Cúp II, IV, VI và VIII khi là nhà bình luận mà ông đã tham gia.
Thông thường, Michaels thường ăn tối trong lúc phát biểu trận đấu trực tiếp của Sunday Night Football. Anh ăn bánh quy và nho trong hiệp một, sau đó có một bữa tối nhẹ trong hiệp hai, và thường ăn trong khoảng thời gian quảng cáo.
Vào ngày 24 tháng 5 năm 2022, NBC thông báo rằng mặc dù ông đã chính thức rời bỏ Sunday Night Football' sau mùa giải NFL năm 2021, Michaels vẫn sẽ tham gia gọi ít nhất một trận đấu trong vòng loại NFL cho NBC dưới một vai trò "emeritus".

### NBC Olympic Daytime host
Vào tháng 3 năm 2009, đã có thông báo rằng Al Michaels sẽ trở thành người dẫn chương trình ban ngày cho phần tin tức Olympic trên kênh NBC trong khuôn khổ Thế vận hội Mùa đông 2010 tại Vancouver, British Columbia. Đây là lần đầu tiên Al Michaels tham gia phần tin tức Olympic kể từ khi ông đã bình luận về môn bóng băng tại Thế vận hội Mùa đông 1988 dưới sự phát sóng của ABC, và cũng là lần đầu tiên ông tham gia sự kiện không liên quan đến bóng bầu dục NFL trên kênh NBC. Chủ tịch NBC Sports, Dick Ebersol, cho biết Al Michaels đã trước đó đã thể hiện ý muốn tham gia vào việc phát sóng Olympic của mạng lưới. Al Michaels cũng đồng làm người dẫn chương trình cho phần lễ bế mạc Thế vận hội Mùa đông 2010 (cùng với Bob Costas). Ông cũng tham gia dẫn chương trình ban ngày cùng với Dan Patrick cho Thế vận hội Mùa hè 2012 tại Luân Đôn, và cùng với Costas và Ryan Seacrest trong phần lễ bế mạc Thế vận hội Mùa hè 2012. Với Thế vận hội Mùa đông 2014 tại Sochi, Al Michaels đã trở thành người dẫn chương trình cho phần tin tức trong tuần trên kênh NBCSN và trong ngày cuối tuần trên NBC. Ông cũng quay trở lại dẫn chương trình tin tức ban ngày cho Thế vận hội Mùa hè 2016 tại Rio de Janeiro.
Theo chính Al Michaels, vào thời điểm đó, ABC đã xem xét mua quyền phát sóng Thế vận hội Mùa hè 1996 tại Atlanta. Trong hợp đồng gia hạn với ABC từ năm 1992, có một điều khoản cho phép Al Michaels trở thành người dẫn chương trình chính trong khung giờ vàng nếu ABC phát sóng lại Thế vận hội, và vai trò người dẫn chương trình chính giờ vàng lúc đó sẽ thuộc về Jim McKay. Tuy nhiên, cuối cùng NBC đã mua quyền phát sóng Thế vận hội tại Atlanta với giá 456 triệu đô la, vượt qua ABC với 6 triệu đô la.

### Premier Boxing Champions
Vào tháng 1 năm 2015, NBC thông báo rằng Al Michaels sẽ đứng ở bên sàn đấu cùng với Marv Albert và Sugar Ray Leonard cho các trận đấu PBC on NBC vào các tối thứ Bảy. Hợp tác cùng Haymon Boxing, NBC sẽ truyền hình 20 sự kiện PBC on NBC, trong đó có năm sự kiện được phát sóng vào khung giờ vàng vào các tối thứ Bảy.

## MLB Network (2011)
Vào ngày 8 tháng 7 năm 2011, Al Michaels hợp tác với Bob Costas (cả hai lần lượt thay phiên giữa việc bình luận trận đấu và bình luận màu) để phát sóng một trận đấu giữa đội Mets của New York và Giants của San Francisco trên MLB Network. Đây là lần đầu tiên Michaels tham gia chương trình phát sóng bóng chày kể từ ngày 6 tháng 8 năm 2003 (khi ông làm bình luận viên khách mời cho một trận đấu trên ESPN, như đã đề cập trước đó), và đây cũng là lần đầu tiên ông trở thành bình luận viên chính từ Trận 5 của World Series năm 1995 trên ABC. (Trong loạt trận đó, Michaels đã bình luận cho Trận 1, 4 và 5 cùng với Jim Palmer và Tim McCarver, trong khi Costas đã bình luận cho Trận 2, 3 và 6 cùng với Joe Morgan và Bob Uecker trên NBC.) Michaels và Costas cũng xuất hiện trên SportsNet New York và Comcast SportsNet Bay Area trong giai đoạn giữa trận đấu, do phần phát sóng của MLB Network bị bị chặn tại thị trường chính của Mets và Giants.

## Thursday Night Football(2016, 2022–nay)
Năm 2016, Michaels lần đầu tiên tham gia bình luận trận đấu Thursday Night Football trong khuôn khổ thỏa thuận mà NBC sản xuất một số trận đấu vào các tối thứ Năm để phát sóng trên NFL Network, với việc đồng loạt phát sóng một số trận đấu trên NBC. Trong năm tiếp theo, NBC xác nhận Mike Tirico sẽ tiếp quản vị trí người dẫn chương trình cho các trận đấu thứ Năm được sản xuất bởi NBC.
Vào ngày 23 tháng 3 năm 2022, NFL và Amazon thông báo rằng Michaels sẽ trở thành người dẫn chương trình phát biểu trực tiếp cho Thursday Night Football, cùng với Kirk Herbstreit, trong năm đầu tiên của gói phát sóng độc quyền trên Amazon Prime Video và Twitch.

## Giải thưởng và Vinh dự
Phát thanh thể thao
- Năm lần đoạt giải Sports Emmy Award - Người chiến thắng xuất sắc trong danh hiệu Cá nhân thể thao xuất sắc, Phát thanh trực tiếp
- Ba lần đoạt giải thưởng Thanh tra thể thao Quốc gia của Hiệp hội truyền thông thể thao quốc gia (NSMA)
- Thanh tra thể thao của Năm - American Sportscasters Association (ASA)
- Thanh tra thể thao của Năm - Washington Journalism Review
- Được xếp trong Top 50 Thanh tra thể thao mọi thời đại của ASA.[71]
- Giải Walter Cronkite cho Xuất sắc trong Báo chí (2002).[72]
- Giải "Art Gilmore Career Achievement Award" của Pacific Pioneer Broadcasters vào ngày 16 tháng 6 năm 2017

Hội nhà văn
- Sao trên Hollywood Walk of Fame
- Thành viên của Hội nhà văn NSMA (khóa năm 1998)
- Thành viên của Hội nhà văn Television Academy Hall of Fame (khóa năm 2013)
- Giải 2013 Pete Rozelle Radio & Television Award - Pro Football Hall of Fame[73]
- Người đoạt giải Ford C. Frick Award năm 2021 - Baseball Hall of Fame[74]

Tại cấp tiểu bang/địa phương
- Sân vận động bóng đá tại Trường Trung học Alexander Hamilton ở Los Angeles (nơi Al Michaels học) được đặt tên là Al Michaels Field.

## Cuộc sống cá nhân
Al Michaels là con cả. Ông có một em trai tên là David Michaels và một em gái tên là Susan.
Hiện tại, Al Michaels đang sống tại Los Angeles. Ông kết hôn với Linda vào ngày 27 tháng 8 năm 1966. Họ có hai người con là Jennifer và Steven. Con trai Steven Michaels đang là Chủ tịch và CEO của một công ty sản xuất phim độc lập có tên là Asylum Entertainment tại Los Angeles. Al Michaels cũng là một người mua vé mùa cho đội bóng đá băng Los Angeles Kings.
Anh em trai của Al, David, là một nhà sản xuất truyền hình. David Michaels đã sản xuất nhiều chương trình nổi tiếng như phần tường thuật về Thế vận hội trên NBC, giải đua ngựa Triple Crown và loạt chương trình Beyond the Glory trên Fox Sports Net.
Vào tháng 3 năm 2011, Al Michaels đã đồng hành cùng chủ sở hữu đội bóng New England Patriots, Robert Kraft, và vợ ông, Myra Kraft, trong một chuyến đi tới Israel để thăm Sân vận động Gia đình Kraft ở Jerusalem. Đây là một sân vận động bóng bầu dục Mỹ và là sân nhà cho ba đội trong Liên đoàn bóng bầu dục Israel, được gia đình Kraft tài trợ. Đây cũng là một trong những chuyến đi cuối cùng của Myra Kraft trước khi bị mắc bệnh ung thư và qua đời vào ngày 20 tháng 7 năm 2011.
Al Michaels từng bị bắt giữ và bị buộc tội lái xe khi ảnh hưởng của cồn vào ngày 21 tháng 4 năm 2013. Sau khoảng năm giờ, ông được thả tự do. Ông sau đó đã thừa nhận tội danh lái xe bất cẩn và bị kết án phải thực hiện 80 giờ công việc cộng đồng và án treo.
Năm 2014, Michaels đã viết cuốn tự truyện của mình có tựa đề You Can't Make This Up: Memories and the Perfect Marriage of Sports and Television, đã lọt vào danh sách The New York Times Best Seller List cho thể loại phi hư cấu.
Michaels cũng từng nói suốt những năm qua rằng anh chưa bao giờ biết mình đã ăn rau cải trong cuộc đời mình.
Sau cái chết của Dick Enberg vào ngày 21 tháng 12 năm 2017, Al Michaels trở thành người dẫn chương trình truyền hình còn sống sót duy nhất từ tất cả 34 kỳ Super Bowl đầu tiên.

## Trong văn hóa đại chúng
Là Michaels đã giải thích với Peter Jennings rằng Jennings đã trở thành nạn nhân của một cuộc gọi trò đùa trong giờ cuối của cuộc truy đuổi xe Bronco của O. J. Simpson, sau khi chiếc Bronco đã vào sân của Simpson và đỗ xe. Kẻ trêu ghẹo, tự xưng là người đang xem Simpson trong chiếc xe, miêu tả những gì họ nói là cảnh tượng trong một phương ngôn hoàn hảo của Stepin Fetchit, sau đó kết thúc với lời nói "...  và Baba Booey đến mọi người." Michaels, khác với Jennings, đã hiểu ý nghĩa của thuật ngữ này là sự liên kết với việc là một người hâm mộ của Howard Stern. Michaels cũng là một người hâm mộ của Howard Stern và đã thảo luận về cuộc gọi trò đùa đó khi tham gia như một khách mời trong chương trình của Stern.
Michaels đã có một vai diễn diễn xuất trong một tập phim năm 1970 của Hawaii Five-O, và đã xuất hiện với tư cách chính mình trong các bộ phim Jerry Maguire và BASEketball, cũng như trên một số chương trình truyền hình khác bao gồm Coach và Spin City. Cuộc gọi của ông về chiến thắng của đội bóng đá Mỹ trong Thế vận hội năm 1980 có thể được nghe trong bộ phim năm 2004 Miracle. Michaels đã ghi lại lại tất cả lời bình luận chơi ban đầu cho bộ phim, ngoại trừ dòng lời đáng nhớ.
Brian d'Arcy James đóng vai Michaels trong bộ phim truyền hình năm 2002 Monday Night Mayhem. Michaels cũng đã được chế nhạo trong một số dịp bởi những người làm hài nổi tiếng, như Frank Caliendo và Billy West, cũng như trong tập phim Family Guy "Mother Tucker".
Michaels cũng là giọng nói nổi bật trong trò chơi bóng chày trên máy tính phổ biến HardBall III cho PC. Ông cũng xuất hiện, cùng với John Madden, trong loạt trò chơi Madden NFL từ Madden NFL 2003 đến Madden NFL 09.
Michaels cũng xuất hiện trong hai tập của chương trình Arliss, đóng vai anh họ lớn tuổi của đại lý thể thao Arliss Michaels.